# Пистолет в левой руке
«Пистолет в левой руке», или «Стрелок-левша» (англ. The Left Handed Gun) — американский вестерн режиссёра Артура Пенна, являющийся его режиссёрским дебютом. Главную роль в фильме исполняет Пол Ньюман.

## Сюжет
Уильям Бонни, известный как Билли Кид, встречает скотовода Джона Танстелла, который берёт его на работу. Танстелл вскоре погибает от рук конкурентов, а Билли решает отомстить его убийцам. Билли Кид был членом окружного отряда «Регуляторы» — Билли Кида. После поражения в войне в округе Линкольн, регуляторы были объявлены обычными бандитами, а ордера на арест «оборотней в погонах», которых пытались арестовать регуляторы аннулированы.

## Актёрский состав
- Пол Ньюман — Билли Кид
- Лита Милан — Селса
- Джон Денер — Пэт Гарретт
- Хёрд Хэтфилд — Моултри
- Джеймс Конгдон — Чарли Боудри
- Джеймс Бест — Том О'Фолльярд
- Колин Кит-Джонстон — Джон Танстелл
- Джон Диркес — Александр Максуин
- Боб Андерсон — Хилл
- Уолли Браун — Мун
- Айнсли Прайор — Джо Грант
- Мартин Гарралага — Савал
- Денвер Пайл — Боб Олинджер
- Пол Смит — Смит
- Нестор Пайва — Пит Максвелл
- Джо Саммерс — невеста
- Роберт Фулк — шериф Уильям Брейди
- Энн Бартон — миссис Хилл

## Производство
В 1955 году Пол Ньюман исполнил главную роль в эпизоде сериала-антологии «Телевизионный театр Филко» под названием «Смерть Билли Кида», автором сценария которого выступил его друг, писатель Гор Видал. Ньюман и Видал начали разработку полнометражного фильма на основе сценария, в конечном итоге продав его студии Warner Bros. Продюсер Фред Коу планировал самостоятельно снять картину, однако в конечном итоге к проекту был привлечён режиссёр Артур Пенн. Пенн посчитал, что сценарий Видала отличается от его видения фильма, после чего он и Коу наняли на переработку сценария Лесли Стивенса. Сценарий Видала, в конечном итоге, оказался полностью переписан, к чему тот отнёсся негативно. Пенн также потерял креативный контроль над фильмом, в съёмки которого вмешивалась студия Warner Bros., и в конечном итоге был отстранён от монтажа.
Название фильма основано на некогда ходившем убеждении в том, что Билли Кид был левшой.

## Принятие
В год выхода на экраны фильм был холодно встречен как критиками, так и зрителями, однако со временем заработал более положительные отзывы. На интернет-агрегаторе Rotten Tomatoes он имеет рейтинг 90% на основе 10 рецензий.